# Solenopsis daguerrei
Solenopsis daguerrei é uma espécie de insecto da família Formicidae.
Pode ser encontrada nos seguintes países: Argentina e Uruguai.

## Ciclo de vida
A rainha da S. daguerrei invade formigueiros de outras espécies do género Solenopsis e mata lentamente a rainha hospedeira, ficando com a comida que as obreiras levam para ela. Sendo alimentada pelas obreiras da espécie hospedeira, a rainha S. daguerrei não produz obreiras, mas apenas outras rainhas e machos.